# Scoliokona kalliesi
Scoliokona kalliesi is een vlinder uit de familie wespvlinders (Sesiidae), onderfamilie Sesiinae.
Scoliokona kalliesi is voor het eerst wetenschappelijk beschreven door Arita & Riefenstahl in 2004. De soort komt voor in het Oriëntaals gebied.